# 7. Jagddivision
Die 7. Jagddivision war ein Verband der Luftwaffe der Wehrmacht im Zweiten Weltkrieg.

## Geschichte
Die 7. Jagddivision wurde am 15. September 1943 in Schleißheim aus der umbenannten 5. Jagddivision, unter dem I. Jagdkorps gebildet. Diese führte Jagdfliegerverbände im süddeutschen und ungarischen Raum und war verantwortlich für die Aufklärung und Abwehr feindlicher Einflüge in diesem Raum.
Die Division unterstand bis Januar 1945 dem I. Jagdkorps des Luftwaffenbefehlshabers Mitte, später umbenannt in Luftflotte Reich. Anschließend war sie bis April 1945 dem IX. (J) Fliegerkorps der Luftflotte Reich zugeteilt, bevor sie zum Luftwaffenkommando West wechselte.

## Personen

### Divisionskommandeur
| Dienstgrad      | Name                   | Datum                                   |
| --------------- | ---------------------- | --------------------------------------- |
| Generalleutnant | Walter Schwabedissen   | 15. September 1943 bis 4. November 1943 |
| Oberst          | Walter Grabmann        | 4. November 1943 bis 11. November 1943  |
| Generalmajor    | Joachim-Friedrich Huth | 6. Februar 1944 bis 30. November 1944   |
| Generalmajor    | Karl Hentschel         | 10. April 1945 bis 30. April 1945       |

### Erster Generalstabsoffizier
| Dienstgrad     | Name           | Datum                               |
| -------------- | -------------- | ----------------------------------- |
| Oberstleutnant | Johannes Janke | 15. September 1943 bis 14. Mai 1944 |

## Unterstellung
| Unterstellung           | von                | bis         |
| ----------------------- | ------------------ | ----------- |
| I. Jagdkorps            | 15. September 1943 | Januar 1945 |
| IX. (J) Fliegerkorps    | Januar 1945        | April 1945  |
| Luftwaffenkommando West | April 1945         | Mai 1945    |

## Unterstellte Verbände
| 15. Februar 1944                                                                  | |
| --------------------------------------------------------------------------------- | --- |
| 15. Februar 1944                                                                  | Jagdabschnittsführer Ostmark; Jagdabschnittsführer Ungarn; Stab Jagdgeschwader z.b.V.; III./Jagdgeschwader 3; I./Jagdgeschwader 5; II./Jagdgeschwader 27; III./Jagdgeschwader 54; Einsatzstaffel Jagdgeschwader 104; Stab, I. und III./Jagdgeschwader 301; Stab, I., II. und III./Nachtjagdgeschwader 6; Stab/Nachtjagdgeschwader 101; Stab, I. und II./Nachtjagdgeschwader 102 |
| 29. November 1944                                                                 | |
| Stab, II. und IV./Nachtjagdgeschwader 6; Stab, I. und II./Nachtjagdgeschwader 101 | |